# Theodor Puschmann

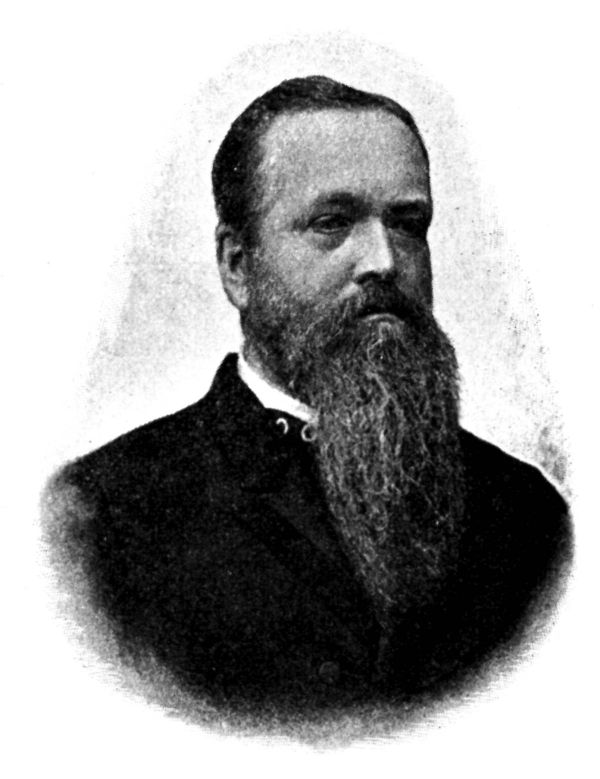
Theodor Puschmann

Theodor Puschmann (* 4. Mai 1844 in Löwenberg, Kreis Löwenberg, Provinz Schlesien; † 28. September 1899 in Wien) war ein deutscher Medizinhistoriker.

## Leben und Werk
Theodor Puschmann studierte Medizin an den Universitäten zu Berlin, Marburg, Wien und München. In Marburg wurde er 1869 zum Dr. med. promoviert. Er vertiefte seine Studien durch Forschungsaufenthalte in England, Frankreich und Italien und lebte ein Jahr als Arzt in Ägypten und praktizierte in Kairo. Während des Deutsch-Französischen Kriegs 1870/71 diente er als Arzt in einem Reservelazarett. Anschließend absolvierte er in München die medizinische Staatsprüfung und praktizierte ein Jahr lang in Wien. 1872 ließ er sich als praktischer Arzt in München nieder und wandte sich unter dem Einfluss von Bernhard von Gudden der Psychiatrie zu.
Aufgrund seiner Forschungsarbeit habilitierte sich Puschmann 1878 an der Universität Leipzig für Geschichte der Medizin. 1879 ging er als außerordentlicher Professor dieses Faches und Nachfolger von Romeo Seligmann an die Universität Wien. 1888 wurde er zum Ordinarius ernannt. Im akademischen Jahr 1898/99 war er Dekan der Medizinischen Fakultät der Universität Wien. Er starb 1899 im Alter von 55 Jahren. Sein Vermögen und seine Bibliothek vermachte er der Universität Leipzig zur Gründung eines medizinisch-historischen Museums. Im Jahr 1889 wurde er zum Mitglied der Leopoldina gewählt.

## Schriften (Auswahl)
- Ueber die Therapie der Peritonitis. Marburg 1869 (Dissertation).
- Richard Wagner. Eine psychiatrische Studie. Berlin 1873.
- Alexander von Tralles: Originaltext und Übersetzung nebst einer einleitenden Abhandlung: ein Beitrag zur Geschichte der Medicin. Wien 1878–1879; Neudruck Amsterdam 1963.
- Die Medicin in Wien während der letzten hundert Jahre. Wien 1884; Nachdruck Paris 1977.
- Nachträge zu Alexander Trallianus: Fragmente aus Philumenus und Philagrius nebst einer bisher nach ungedruckten Abhandlung über Augenkrankheiten. Berlin 1886.
- Geschichte des medicinischen Unterrichts von den ältesten Zeiten bis zur Gegenwart. Leipzig 1889.
  - Übersetzung ins Englische von Evan H. Hare: A history of medical education from the most remote to the most recent times. London 1891; Nachdruck New York 1966.
- Zu Ostern in Spanien. Reiseschilderungen (Breslau 1893).
- Die Geschichte der Lehre von der Ansteckung. Wien 1895.
- Handbuch der Geschichte der Medizin. 3 Bände. Jena 1902–1905; Nachdruck Hildesheim 1971.